# Червоный Кут (Харьковская область)
Червоный Кут (укр. Червоний Кут) — село, 
Переможанский сельский совет,
Лозовский район,
Харьковская область.
Код КОАТУУ — 6323985005. Население по переписи 2001 года составляет 262 (125/137 м/ж) человека.

## Географическое положение
Село Червоный Кут примыкает к селу Перемога.
По селу протекает пересыхающий ручей с запрудами.

## История
- 1926 — дата основания.

## Экономика
- Молочно-товарная и птице-товарная фермы.